# Conchita (álbum de Conchita Wurst)
Conchita es el álbum debut de la cantante pop austríaca Conchita Wurst. Que fue lanzado el 18 de mayo de 2015 por Sony Music. El álbum incluye los éxitos como You Are Unstoppable, Heroes y la canción ganadora de Eurovisión 2014, Rise Like a Phoenix.

## Información general
Conchita incorpora diferentes elementos de múltiples géneros musicales al típico sonido pop barroco de Conchita Wurst. En el álbum se pueden encontrar varios géneros electrónicos con influencias desde el dubstep hasta el house en general en "Out of Body Experience" y "Somebody to Love". Por ejemplo, "You Are Unstoppable" y "Up for Air" se basan en gran medida en el electropop, mientras que el cuarto sencillo "Colours of Your Love" incluye música club en su composición. Con "Firestorm" Wurst vincula el house al Europop.

## Singles
- Rise Like a Phoenix fue el primer sencillo del álbum ya lanzado en mayo de 2014 para el Festival de Eurovisión resultando ganadora del certamen.
- Heroes es el segundo single del álbum, lanzado el 8 de noviembre de 2014.
- You Are Unstoppable es el tercer sencillo del álbum, lanzado el 5 de marzo de 2015.
- Firestorm es el cuarto sencillo del álbum, lanzado el 7 de agosto de 2015.
- Colours Of Your Love es el quinto sencillo del álbum, lanzado el 7 de agosto de 2015.

## Recepción crítica
En una de las primeras reseñas del álbum, Luis González de Álbum Confessions escribió: "Con una sólida mezcla de pop, danza y ópera, la forma inspiradora del artista con las palabras crea números poderosos, impresionantes y altísimos que deberían hacer sonreír a cualquier oyente. ¿No es eso lo que debería hacer la música pop? ¿Causar una sonrisa? Wurst puede usar el personaje de "la dama barbuda" para destacar entre la multitud, pero ella realmente no lo necesita. Sus hermosas interpretaciones a lo largo del álbum hacen todo lo posible hablando."

## Lista de canciones
| N.º | Título                             | Duración |  |
| 1.  | «You Are Unstoppable»              | 3:30     |  |
| 2.  | «Up for Air»                       | 3:48     |  |
| 3.  | «Put That Fire Out»                | 3:41     |  |
| 4.  | «Colours of Your Love»             | 3:33     |  |
| 5.  | «Out of Body Experience»           | 3:41     |  |
| 6.  | «Where Have All the Good Men Gone» | 3:09     |  |
| 7.  | «Somebody to Love»                 | 4:10     |  |
| 8.  | «Firestorm»                        | 3:43     |  |
| 9.  | «Pure»                             | 3:58     |  |
| 10. | «Heroes»                           | 3:43     |  |
| 11. | «Rise Like a Phoenix»              | 3:01     |  |
| 12. | «The Other Side of Me»             | 3:40     |  |

## Historial de lanzamientos
| Región       | Fecha              | Formato              | Sello discográfico |
| ------------ | ------------------ | -------------------- | ------------------ |
| Alemania     | 15 de mayo de 2015 | Descarga digital, CD | Sony Music Austria |
| Austria      | 15 de mayo de 2015 | Descarga digital, CD | Sony Music Austria |
| Países Bajos | 15 de mayo de 2015 | Descarga digital, CD | Sony Music Austria |
| Reino Unido  | 18 de mayo de 2015 | Descarga digital, CD | Sony Music Austria |
| España       | 19 de mayo de 2015 | Descarga digital, CD | Sony Music Austria |

## Ventas y posiciones
| País/Continente | Certificación | Ventas |
| --------------- | ------------- | ------ |
| Austria         |               | 15 000 |